# シャハーダ

シャハーダ

シャハーダ（信仰告白、アラビア語: شهادة Shahāda）は、イスラム教の五行のひとつで、「アッラーの他に神はなし。ムハンマドはアッラーの使徒である。」とアラビア語で唱えることである。
この一文はサウジアラビアの国旗にも記されている。

## 文の構成と訳
| アラビア語（右～左、母音記号なし） | لا إله إلا الله محمد رسول الله                                                          | لا إله إلا الله محمد رسول الله                                                          | لا إله إلا الله محمد رسول الله                                                          | لا إله إلا الله محمد رسول الله                                                          | لا إله إلا الله محمد رسول الله                                                          | لا إله إلا الله محمد رسول الله                                                          | لا إله إلا الله محمد رسول الله                                                          |
| アラビア語（右～左、母音記号入り） | لَا إِلَٰهَ إِلَّا ٱللَّٰهُ مُحَمَّدٌ رَسُولُ ٱللَّٰهِ                                                          | لَا إِلَٰهَ إِلَّا ٱللَّٰهُ مُحَمَّدٌ رَسُولُ ٱللَّٰهِ                                                          | لَا إِلَٰهَ إِلَّا ٱللَّٰهُ مُحَمَّدٌ رَسُولُ ٱللَّٰهِ                                                          | لَا إِلَٰهَ إِلَّا ٱللَّٰهُ مُحَمَّدٌ رَسُولُ ٱللَّٰهِ                                                          | لَا إِلَٰهَ إِلَّا ٱللَّٰهُ مُحَمَّدٌ رَسُولُ ٱللَّٰهِ                                                          | لَا إِلَٰهَ إِلَّا ٱللَّٰهُ مُحَمَّدٌ رَسُولُ ٱللَّٰهِ                                                          | لَا إِلَٰهَ إِلَّا ٱللَّٰهُ مُحَمَّدٌ رَسُولُ ٱللَّٰهِ                                                          |
| アラビア語（ローマ字順番）         | لَا                                                                                      | إِلَٰهَ                                                                                     | إِلَّا                                                                                     | ٱللَّٰهُ                                                                                    | مُحَمَّدٌ                                                                                    | رَسُولُ                                                                                    | ٱللَّٰهِ                                                                                    |
| ローマ字                           | lā                                                                                      | ʾilāha                                                                                  | ʾilla                                                                                   | -llāhu                                                                                  | Muḥammadun(→Muḥammadur)                                                                 | rasūlu                                                                                  | -llāh(i)                                                                                |
| 日本（カナ）                       | ラー イラーハ イッラッラー（フ） ムハンマドゥン（→ムハンマドゥッ） ラスールッラー（ヒ） | ラー イラーハ イッラッラー（フ） ムハンマドゥン（→ムハンマドゥッ） ラスールッラー（ヒ） | ラー イラーハ イッラッラー（フ） ムハンマドゥン（→ムハンマドゥッ） ラスールッラー（ヒ） | ラー イラーハ イッラッラー（フ） ムハンマドゥン（→ムハンマドゥッ） ラスールッラー（ヒ） | ラー イラーハ イッラッラー（フ） ムハンマドゥン（→ムハンマドゥッ） ラスールッラー（ヒ） | ラー イラーハ イッラッラー（フ） ムハンマドゥン（→ムハンマドゥッ） ラスールッラー（ヒ） | ラー イラーハ イッラッラー（フ） ムハンマドゥン（→ムハンマドゥッ） ラスールッラー（ヒ） |
| 日本語（単語）                     | いない                                                                                  | 神は                                                                                    | 以外に                                                                                  | アッラーフは/が                                                                         | ムハンマドは                                                                            | 使徒（預言者）である                                                                    | アッラーフの                                                                            |
| 英語（単語）                       | there is no                                                                             | god                                                                                     | but                                                                                     | Allah                                                                                   | Muhammad is                                                                             | messenger                                                                               | of Allah                                                                                |
| 日本（文章）                       | アッラーフの他に神はない。ムハンマドはアッラーフの使徒（預言者）である。                | アッラーフの他に神はない。ムハンマドはアッラーフの使徒（預言者）である。                | アッラーフの他に神はない。ムハンマドはアッラーフの使徒（預言者）である。                | アッラーフの他に神はない。ムハンマドはアッラーフの使徒（預言者）である。                | アッラーフの他に神はない。ムハンマドはアッラーフの使徒（預言者）である。                | アッラーフの他に神はない。ムハンマドはアッラーフの使徒（預言者）である。                | アッラーフの他に神はない。ムハンマドはアッラーフの使徒（預言者）である。                |
| 英語（文章）                       | There is no god but Allah. Muhammad is the messenger of Allah.                          | There is no god but Allah. Muhammad is the messenger of Allah.                          | There is no god but Allah. Muhammad is the messenger of Allah.                          | There is no god but Allah. Muhammad is the messenger of Allah.                          | There is no god but Allah. Muhammad is the messenger of Allah.                          | There is no god but Allah. Muhammad is the messenger of Allah.                          | There is no god but Allah. Muhammad is the messenger of Allah.                          |

＊إِلَّا（ʾillā, イッラー）語末の長母音は直後にاَللهُ（ʾallāhu, アッラーフ）が来るため短母音化し「ʾilla, イッラ」と読まれる。
＊「イッラ・ッラーフ（ʾilla-llāhu）」と「ラスール・ッラーヒ（rasūlu-llāhi）」の「ッラーフ」「ッラーヒ」は唯一神の名称 الله（ʾallāh）から定冠詞同様に語頭の「ア」が脱落したものである。

## 概要
シャハーダは、「アッラーの他に神はなし」という部分と、「ムハンマドはアッラーフの使徒である」という前後ふたつの部分から成り立っている。
イスラームの法学的解釈によると、最初のシャハーダである「アッラーフ（神）の他に神はなし」の部分は、ユダヤ教やキリスト教なども含めた唯一神を信仰することを宣言している。なお、日本人ムスリムの中田考による説明によると、この文は、神は時間や空間上のどこにも存在しない、ということを前提とした上で、唯一神のアッラーだけに関しては例外である、という留保規定の文である。
ふたつめのシャハーダである「ムハンマドはアッラーフの使徒である」の部分は、ムハンマドがアッラーフによってアッラーフへの信仰（イスラーム）を確立するためにアラブ諸部族、ひいては人類全体に派遣された最後の預言者にして使徒（ラスール）であることを表明することであり、ユダヤ教徒やキリスト教徒になることとは違い、特にこのふたつめのシャハーダによってイスラーム教徒（ムスリム）であることを強調して宣言する意味がある。

## 信仰告白の文言として
両者を併せて宣言することによってアッラーフのみを信仰する唯一神教であり、かつイスラーム教徒であるということを明確にする、まさに「信仰告白」として機能している。
ムスリム（イスラム教徒）の前で、多くの場合はモスクにおいて宗教指導者の前で、アラビア語でこれを唱えることが、ムスリムとなる最低限の条件である。イスラームに入信する場合、シャリーアによると、最低でも「敬虔かつ公正な男性イスラーム教徒」2名を証人として立ち会いのもと、
「わたしは『アッラーフ（神）の他に神はない』と宣言する。また、『ムハンマドがアッラーフの使徒である』ことも宣言する」
أَشْهَدُ أَنْ لَا إِلَٰهَ إِلَّا ٱللَّٰهُ وَأَشْهَدُ أَنَّ مُحَمَّدًا رَسُولُ ٱللَّٰهِ
発音記号通り：ʾashhadu ʾan lā ʾilāha ʾilla-llāhu wa ʾashhadu ʾanna Muḥammadan rasūlu-llāh
実際の発音：ʾashhadu ʾallā ʾilāha ʾilla-llāhu wa ʾashhadu ʾanna Muḥammadar rasūlu-llāh
発音記号通りの発音：アシュハド(ゥ)・アン・ラー・イラーハ・イッラ・ッラーフ・ワ・アシュハド(ゥ)・アンナ・ムハンマダン・ラスール・ッラー(ヒ)
同化による実際の発音：アシュハド(ゥ)・アッ・ラー・イラーハ・イッラ・ッラーフ・ワ・アシュハド(ゥ)・アンナ・ムハンマダッ・ラスール・ッラー(ヒ)
とアラビア語で唱えてシャハーダを行いさえすれば、その瞬間からムスリムとして認められ、イスラム共同体（ウンマ）の中に迎えられる。

## 信仰告白を使用した国旗・国章
イスラム圏の国や組織の旗や紋章には信仰告白が記されているものがいくつかある。なお、聖句であるという理由から、サウジアラビアの国旗は裏面がない（表面の国旗を2枚縫い合わせる）、縦掲揚時はシャハーダが正しい向きになった専用の旗を用いる、半旗にしないなどの独自の決まりを持っている。

サウジアラビアの国旗
アフガニスタン・イスラム共和国の国旗
アフガニスタン・イスラム首長国の国旗
ターリバーンの旗
ソマリランドの国旗
ソマリアのアッ・シャバーブの旗
ヒズブル・イスラムの旗
イスラム法廷会議の旗
シリア救国政府（英語版）の旗

## シーア派の場合
上記はスンナ派におけるシャハーダの文言で、シーア派ではシャハーダやアザーンの際に以下の文言が足される。
أَشْهَدُ أَنَّ عَلِيًّا وَلِيُّ اللهِ
ʾashhadu ʾanna ʿalīyan walīyu-llāh(i)
アシュハド(ゥ)・アンナ・アリーヤン・ワリーユ-ッラー(ヒ)
「わたしはアリーがアッラーフのワリーであることを証言する」